# Saint-André-de-la-Roche
Saint-André-de-la-Roche település Franciaországban, Alpes-Maritimes megyében. Lakosainak száma 5877 fő (2022. január 1.). Saint-André-de-la-Roche Falicon, Nizza és Tourrette-Levens községekkel határos.

## Népesség
A település népessége az elmúlt években az alábbi módon változott:
| Lakosok száma | 2006 | 4264 | 4151 | 4561 | 5407 | 5420 | 5458 | 5695 | 5694 | 5877 |
|               | 1968 | 1982 | 1990 | 2006 | 2013 | 2015 | 2017 | 2019 | 2020 | 2022 |